# Kanton Haut-Vivarais
Der Kanton Haut-Vivarais ist ein französischer Wahlkreis im Département Ardèche in der Region Auvergne-Rhône-Alpes. Er umfasst 31 Gemeinden im Arrondissement Tournon-sur-Rhône und hat sein bureau centralisateur in Lamastre. Im Rahmen der landesweiten Neuordnung der französischen Kantone wurde er im Frühjahr 2015 erheblich erweitert. 2016 wurde der Kantonsname von Lamastre auf Haut-Vivarais geändert.

## Gemeinden
Der Kanton besteht aus 31 Gemeinden mit insgesamt 21.680 Einwohnern (Stand: 1. Januar 2022) auf einer Gesamtfläche von 569,30 km²:
| Gemeinde                  | Einwohner 1. Januar 2022 | Fläche km² | Dichte Einw./km² | Code INSEE | Postleitzahl |
| ------------------------- | ------------------------ | ---------- | ---------------- | ---------- | ------------ |
| Alboussière               | 1.026                    | 18,39      | 56               | 07007      | 07440        |
| Ardoix                    | 1.302                    | 12,15      | 107              | 07013      | 07290        |
| Arlebosc                  | 361                      | 12,35      | 29               | 07014      | 07410        |
| Bozas                     | 256                      | 12,50      | 20               | 07039      | 07410        |
| Champis                   | 659                      | 16,34      | 40               | 07052      | 07440        |
| Colombier-le-Vieux        | 677                      | 15,49      | 44               | 07069      | 07410        |
| Désaignes                 | 1.145                    | 50,72      | 23               | 07079      | 07570        |
| Empurany                  | 573                      | 18,94      | 30               | 07085      | 07270        |
| Gilhoc-sur-Ormèze         | 473                      | 20,74      | 23               | 07095      | 07270        |
| Labatie-d’Andaure         | 220                      | 9,93       | 22               | 07114      | 07570        |
| Lafarre                   | 45                       | 11,33      | 4                | 07124      | 07520        |
| Lalouvesc                 | 383                      | 10,53      | 36               | 07128      | 07520        |
| Lamastre                  | 2.336                    | 25,45      | 92               | 07129      | 07270        |
| Le Crestet                | 522                      | 9,91       | 53               | 07073      | 07270        |
| Nozières                  | 240                      | 21,79      | 11               | 07166      | 07270        |
| Pailharès                 | 288                      | 19,69      | 15               | 07170      | 07410        |
| Préaux                    | 706                      | 22,33      | 32               | 07185      | 07290        |
| Quintenas                 | 1.750                    | 14,00      | 125              | 07188      | 07290        |
| Saint-Alban-d’Ay          | 1.396                    | 23,73      | 59               | 07205      | 07790        |
| Saint-Barthélemy-Grozon   | 500                      | 19,40      | 26               | 07216      | 07270        |
| Saint-Basile              | 351                      | 17,85      | 20               | 07218      | 07270        |
| Saint-Félicien            | 1.114                    | 21,44      | 52               | 07236      | 07410        |
| Saint-Jeure-d’Ay          | 497                      | 6,90       | 72               | 07250      | 07290        |
| Saint-Pierre-sur-Doux     | 110                      | 21,19      | 5                | 07285      | 07520        |
| Saint-Prix                | 273                      | 15,21      | 18               | 07290      | 07270        |
| Saint-Romain-d’Ay         | 1.168                    | 9,36       | 125              | 07292      | 07290        |
| Saint-Sylvestre           | 511                      | 15,16      | 34               | 07297      | 07440        |
| Saint-Symphorien-de-Mahun | 117                      | 19,32      | 6                | 07299      | 07290        |
| Saint-Victor              | 961                      | 31,88      | 30               | 07301      | 07410        |
| Satillieu                 | 1.502                    | 32,82      | 46               | 07309      | 07290        |
| Vaudevant                 | 218                      | 12,46      | 17               | 07335      | 07410        |
| Kanton Haut-Vivarais      | 21.680                   | 569,30     | 38               | 0708       | –            |

Bis zur landesweiten Neuordnung der französischen Kantone im März 2015 gehörten zum Kanton Lamastre die neun Gemeinden Désaignes, Empurany, Gilhoc-sur-Ormèze, Lamastre, Le Crestet, Nozières, Saint-Barthélemy-Grozon, Saint-Basile und Saint-Prix. Sein Zuschnitt entsprach einer Fläche von 200 km2. Er besaß vor 2015 einen anderen INSEE-Code als heute, nämlich 0710.

## Politik
| Vertreter im Departementrat | Vertreter im Departementrat       | Vertreter im Departementrat |
| Amtszeit                    | Namen                             | Partei                      |
| --------------------------- | --------------------------------- | --------------------------- |
| 2015–                       | Laëtitia Bourjat Jean-Paul Vallon | UD                          |